# تومي هندرسون (لاعب كرة قدم)
تومي هندرسون (بالإنجليزية: Tommy Henderson)‏ (6 أبريل 1949 في المملكة المتحدة - ) هو لاعب كرة قدم بريطاني في مركز جناح ‏. لعب مع نادي يورك سيتي ونادي دارتفورد وBridport F.C. ‏ ونادي ويموث وتولو تاون ‏ ونادي برادفورد بارك أفنيو.

## وصلات خارجية
- تومي هندرسون على موقع قاعدة بيانات كرة القدم.إي يو (الإنجليزية)